# Рой, Дерек
Де́рек Леона́рд Рой (англ. Derek Leonard Roy; 4 мая 1983, Оттава, Онтарио, Канада) — канадский хоккеист, центральный нападающий. Призёр Олимпийских игр 2018 года в составе сборной Канады.
В мае 2021 года объявил о завершении карьеры.

## Карьера игрока

### Юниорская карьера
Рой пришёл в команду Хоккейной лиги Онтарио «Китченер Рейнджерс» в сезоне 1999—2000. В своём первом же сезоне он стал лучшим в команде — набрал 87 очков и получил звание «Новичок года OHL». В следующем сезоне Рой забросил 42 шайбы и набрал 81 очко. На Драфте НХЛ 2001 года он был выбран под общим 32-м номером клубом «Баффало Сейбрз». В сезоне 2001-02 Рой установил личный рекорд результативности в OHL и продолжал быть лидером «Рейнджерс».
Осенью 2002 года Рой играл за «Сэйбрз» в предсезонных матчах. Несмотря на сильную игру, он был возвращён в «Рейнджерс», где провёл свой последний сезон в OHL. Рой помог «Рейнджерс» стать чемпионом OHL, а также, заработав 32 очка в 21-й игре, привёл команду к завоеванию Мемориального кубка 2003 года. Рой получил «Стэффорд Смайт Мемориал Трофи» — MVP Мемориального кубка, а также «Уэйн Гретцки 99 Эворд» — MVP плей-офф OHL.

### Профессиональная карьера
Рой начал сезон 2003-04 года в фарм-клубе «Сэйбрз» (на то время) в АХЛ «Рочестер Американс». Играя в режиме «одно очко за игру», он после 26-и игр за «Американс» был призван в «Баффало», где и отыграл большую часть сезона. В свой первый сезон в НХЛ Рой набрал 19 очков в 49-и играх.

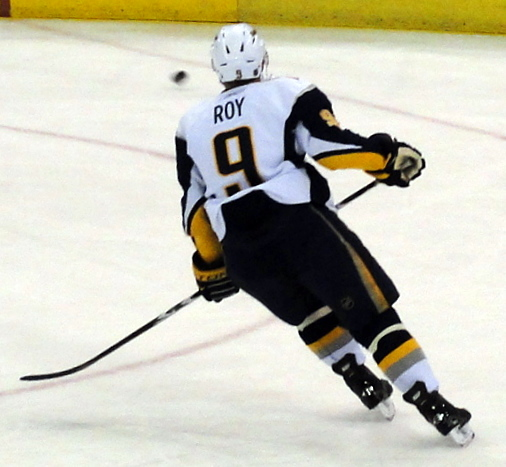
Рой в сезоне 2009-10

Рой вернулся в «Американс» в следующем сезоне из-за локаута НХЛ 2004 года. В сезоне 2005-06, пройдя тренировочный лагерь, он не был готов играть за «Сэйбрз» и начал сезон в «Рочестере». После того как Рой заработал 20 очков в 8-и играх за «Американс», его вызвали в Баффало ещё раз. Он закончил сезон с двумя своими первыми хет-триками в НХЛ — 3 марта 2006 года против «Торонто» и 9 марта 2006 года против «Тампа Бэй». Рой тогда к 46-и очкам, заработанным в регулярной части сезона, добавил 15 очков, заработанных в плей-офф Кубка Стэнли 2006 года. В том сезоне «Сэйбрз» дошли до полуфинала, уступив лишь будущему чемпиону — «Каролине».
В сезоне 2006-07 поскольку «Баффало» выиграл Президентский Кубок, как лучшая команда регулярного чемпионата, Рой улучшил статистические показатели, набрав уже 63 очка. Играя в во втором матче полуфинала с «Оттавой», Рой забил самый быстрый гол, забросив шайбу спустя 9 секунд после начала встречи. После того, как «Сенаторз» выбили «Сейбрз» из плей-офф, Рой в межсезонье согласился на 6-летнее соглашение с «Сэйбрз» на сумму $24 млн.
В первом сезоне с новым контрактом Рой стал лучшим бомбардиром «Баффало» — 81 очко (32 заброшенные шайбы и 49 голевых передач). После отъезда лидеров Даниэля Бриера и Криса Друри, «Сэйбрз» не сумели выйти в плей-офф.
В сезоне 2010-11 после 35 проведённых игр Рой перенёс серьёзную операцию на руке, что не позволило ему продолжить сезон. Он вернулся только к 7-й игре первого раунда с «Филадельфией», которая, как оказалась, стала последней в сезоне.
В июле 2012 года нападающий был обменян в «Даллас Старз» на Стива Отта и Адама Парди. Из-за локаута НХЛ Дерек сыграл за «Старз» в сезоне 2012-13 лишь 30 матчей.
В апреле 2013 года техасцы обменяли Роя в «Ванкувер Кэнакс» на выбор во втором раунде драфта и на защитника Кевина Коннотона. В первой же игре за новый клуб центрфорвард отметился результативной передачей.
11 июля 2013 года Рой в качестве свободного агента подписал однолетний контракт на сумму $ 4 млн с «Сент-Луис Блюз».
После одного сезона с «Блюз» Дерек снова стал свободным агентом и 15 июля 2014 года подписал контракт на один год с «Нэшвилл Предаторз» на сумму $ 1 млн. 29 декабря 2014 года он был продан в «Эдмонтон Ойлерз».
Перед сезоном 2015-16 хоккеист находился на просмотре в «Вашингтон Кэпиталз», но после заключительных игр предсезонья его кандидатура была отклонена, и 9 октября 2015 года он подписал контракт с швейцарским клубом «Берн», где стал чемпионом Швейцарии, набрав 30 (9+21) очков в 36 матчах регулярного сезона и ещё 12 (3+9) — в 13 матчах плей-офф.
8 июля 2016 года подписал однолетний контракт с клубом Континентальной хоккейной лиги «Авангард». Провел в сезоне КХЛ 2016/17 21 матч и набрал 12 (5+7) очков при показателе полезности «+3», и был обменян в «Трактор» на Данила Губарева

### Международная карьера
В 2003 году Рой участвовал на Молодёжном чемпионате мира в составе сборной Канады. Он привёз домой серебряную медаль, набрав 10 очков на турнире.
В следующей раз Рой появился на международных соревнованиях на чемпионате мира-2008. В четвертьфинале он оформил хет-трик в матче со сборной Норвегии. В финале сборная Канады уступила сборной России в овертайме.
В 2009 году Рой участвовал на чемпионате мира в Швейцарии. Канадцы опять уступили в финале сборной России — 1:2. Рой тем самым заработал уже третью свою серебряную медаль на международных соревнованиях.
Рой был включен в предварительный список сборной Канады на Олимпийские игры 2010 года, однако в итоговую заявку не попал.
В январе 2018 года Рой был объявлен членом национальной сборной Канады по хоккею с шайбой, которая участвовала в зимних Олимпийских играх 2018 года в Пхёнчхане. Рой вместе с Максимом Норо стал лучшим бомбардиром, а Канада выиграла бронзовые медали.

### Общественная деятельность
Рой спонсирует юниорскую хоккейную команду из города Кларенс-Крик, Онтарио — «Кларенс Касторс».

## Статистика
| Легенда | Легенда                    | Легенда | Легенда                   | Легенда | Легенда    |
| ------- | -------------------------- | ------- | ------------------------- | ------- | ---------- |
| И       | Количество проведённых игр | Штр     | Штрафное время            | +/−     | Плюс-минус |
| Г       | Голы                       | П       | Голевые передачи          | О       | Очки       |
| -       | Статистика неизвестна      | —       | Статистика не учитывалась |         |            |

## Достижения
| Год           | Команда            | Достижение                                    | Достижение |
| ------------- | ------------------ | --------------------------------------------- | ---------- |
| Клубные       |                    |                                               |            |
| 2003          | Китченер Рейнджерс | Обладатель Кубка Джей Росса Робертсона        |            |
| 2003          | Китченер Рейнджерс | Обладатель Мемориального Кубка                |            |
| 2007          | Баффало Сейбрз     | Обладатель Президентского Кубка               |            |
| 2016          | Берн               | Чемпион Швейцарии / NLA                       |            |
| Международные |                    |                                               |            |
| 2003          | Канада (мол.)      | Серебряный призёр молодёжного чемпионата мира |            |
| 2008, 2009    | Канада             | Серебряный призёр чемпионата мира (2)         |            |
| 2018          | Канада             | Бронзовый призёр Олимпийских игр              |            |

| Год  | Команда            | Достижение                                         | Достижение |
| ---- | ------------------ | -------------------------------------------------- | ---------- |
| 2000 | Китченер Рейнджерс | Попадание в первую Сборную новичков OHL            |            |
| 2000 | Китченер Рейнджерс | Обладатель «Эммс Фэмили Эворд»                     |            |
| 2000 | Китченер Рейнджерс | Попадание в Сборную новичков CHL                   |            |
| 2000 | Китченер Рейнджерс | Обладатель «CHL Плюс/минус Эворд»                  |            |
| 2001 | Китченер Рейнджерс | Участник Матча всех звёзд CHL                      |            |
| 2003 | Китченер Рейнджерс | Лучший ассистент плей-офф OHL                      |            |
| 2003 | Китченер Рейнджерс | Обладатель «Уэйн Грецки 99 Эворд»                  |            |
| 2003 | Китченер Рейнджерс | Попадание в Сборную всех звёзд Мемориального Кубка |            |
| 2003 | Китченер Рейнджерс | Обладатель «Стэффорд Смайт Мемориал Трофи»         |            |
| 2004 | Баффало Сейбрз     | Участник Матча молодых звёзд НХЛ                   |            |

### Комментарии
1. ↑  Также встречается вариант Руа.